# 酸辣湯
酸辣湯，是起源於中國的食品，也是開胃食品之一。台灣亦常見於麵食或水餃鍋貼店販賣。
酸辣湯常見主要食材有筍、冬菇、肉絲、蛋花、木耳、豬紅、豆腐。以太白粉勾芡，並以黑醋、胡椒粉、或乾辣椒與麻油調味，傳到台灣則是加入了豬血條。。有人相信酸辣湯具有醒酒的功效。
不同的國家也有不同類型的酸辣湯，例如泰式酸辣汤。